# Kalnica (Sanok)
Pour les articles homonymes, voir Kalnica.

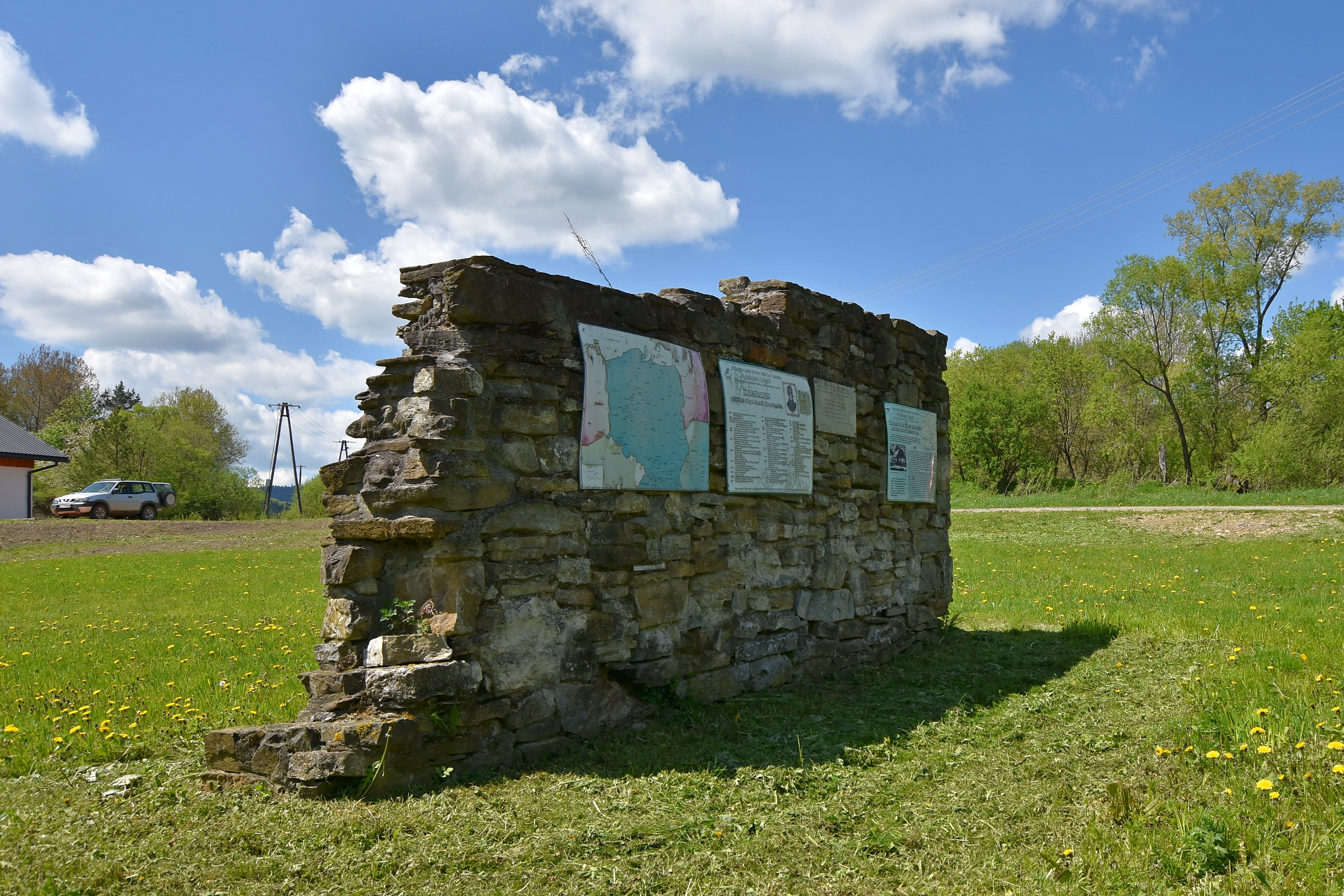

Kalnica est une localité polonaise de la gmina de Zagórz, située dans le powiat de Sanok en voïvodie des Basses-Carpates.